# Henrik Koroški

Henrik Goriški (nemško Heinrich, češko Jindřich), ok. 1265 - 2. april 1335. član goriške hiše (Majnhardincev), je bil koroški vojvoda in mejni grof Kranjske (kot Henrik VI.) in tirolski grof od leta 1295 do svoje smrti, pa tudi češki kralj, mejni grof Moravske in naslovni kralj Poljske leta 1306 in spet od 1307 do 1310. Po njegovi smrti so Habsburžani zavzeli Koroško in Kranjsko in ju obdržali skoraj brez prekinitev do leta 1918.

## Življenje
Henrik je bil mlajši sin grofa Majnharda II. Goriško-Tirolskega in Elizabete Bavarske, vdove nemškega kralja Konrada IV. . Po razdelitvi posesti Majnhardincev leta 1271 je njegov oče obdržal tirolske dežele, Henrikov stric Albert pa je prejel goriško grofijo. Leta 1276 je grof Majnhard poročil s svojo najstarejšo hčerko, Henrikovo sestro Elizabeto, z Albertom, sinom nemškega kralja Rudolfa I., v zameno pa je leta 1286 dobil v fevd Vojvodino Koroško.
Po očetovi smrti konec oktobra 1295 je Henrik podedoval tirolsko in koroško posest. Sprva je vladal skupaj z bratoma Otonom († 1310) in Ludvikom († 1305), dokler jih ni preživel. Svoj položaj je zavaroval s podporo svojega zeta Alberta I. Habsburškega, ki je s tem uspel premagati rivalskega Adolfa iz Nassaua v bitki pri Göllheimu leta 1298 in bil istega leta izvoljen za Rimsko-nemškega kralja. Pomagal je tudi kralju Albertu in njegovemu zavezniku iz Wittelsbacha Ludviku IV pri obleganju Ludvikovega uporniškega brata Rudolfa I. palatinskega grofa v njegovi rezidenci v Heidelbergu leta 1301.

### Češki kralj
Napetosti s Habsburžani so sepojavile, ko se je leta 1306 vojvoda Henrik poročil s  Přemyslidsko princeso Ano, starejšo sestro češkega kralja Venčeslava III.. Istega leta se je češki vladar pripravil na vojaški pohod proti Poljski in svojega zeta imenoval za regenta. Po Venčeslavovem umoru 4. avgusta so Přemyslidi izumrli v moški liniji in Henrika je češko plemstvo izvolilo za naslednika - proti volji njegovega nekdanjega zaveznika nemškega kralja Alberta I., ki je nameraval na češkem prestolu namestiti svojega najstarejšega sina Rudolfa Habsburškega.

Čete kralja Alberta so takoj napadle Češko, oblegale praški grad in odstavile Henrika, ki je moral popustiti svojim nadrejenim silam. Kljub temu Rudolfa Habsburškega (posmehovalno imenovan kot král kaše, "Kralj kaša") češko plemstvo ni nikoli sprejelo; po nenadni smrti 4. julija 1307 pa je bil Henrik 15. avgusta ponovno izvoljen za češkega kralja. Še en napad kralja Alberta je bil zavrnjen in grožnja Habsburške dinastije  je končno razpadla z Albertovim umorom s strani nečaka Ivana leta 1308.
Henrik je bil zdaj enakovreden najmočnejšim dinastijam v cesarstvu, vendar se njegova vladavina ni stabilizirala. Ko se je izkazal za šibkega in potratnega vladarja, je češko plemstvo začelo iskati sposobnega naslednika. Medtem je novi nemški kralj Henrik VII., član Luksemburške hiše, prav tako vrgel oko na Češko kraljestvo. Leta 1310 je Henrik VII. uredil poroko svojega najstarejšega sina Ivana z Elizabeto, mlajšo sestro pokojnega kralja Venčeslava III.
Ivanove čete so oktobra ob podpori lokalnega plemstva in njegovega očeta. 3. decembra zavzele Prago in drugič odstavile Henrika.  Nemški kralj je zasegel češki fevd in ga odstopil svojega sina Ivanu, ki je bil naslednje leto okronan za kralja. Henrik je bil prisiljen se upokojiti  na Koroškem, kjer je njegova žena Ana leta 1313 umrla brez otrok.

### Upokojitev
Henriku je uspelo obdržati vsaj  Koroško in Tirolsko s spravo s habsburško dinastijo, pri čemer je odstopil Savinsko marko (Savinjska dolina v današnji Sloveniji) Habsburški štajerskemu vojvodini. Obdržal je tudi dejanski nadzor nad Kranjsko . Kljub temu mu ni uspelo pridobiti koroških posesti, ki so jih imeli s soglasjem cesarja Henrika VII. Bamberški knezo-škofje. Skoncentrirane na kompaktnem ozemlju med Beljakom in Trbižem so imele te posesti skoraj tak status kot suverene kneževine. Imele so tudi ključno geostrateško lego na edini glavni poti od Koroške do Furlanije in Italije. Po drugi strani je  Henrik lahko  okrepil svojo prevlado na Tirolskem proti upiranju tridentinski in briksenskih knezo-škofov.
Kljub njegovi odstavitvi je Henrik zahteval naziv češkega kralja in spremljajočo volilno pravico voljenja cesarja. Leta 1314 je sodeloval  v dvojnih volitvah rex Romanorum v Frankfurtu in glasoval za habsburškega kandidata Fridericka I. Habsburškega . Njegova izpodbijana volilna pravica je bil eden od razlogov za dvoumen rezultat, saj je Henrikov tekmec, luksemburški kralj Ivan, dal svoj češki glas Ludviku IV . Po zmagi Ludvika v bitki pri Mühldorfu leta 1322 je Henrik pomagal urediti sporazumno poravnavo med tekmovalci.
Sčasoma se je tudi Henrik sprijaznil z Luksemburžani in leta 1330 svojo hčer Margareto poročil s sinom kralja Ivana Ivan  Henrikom . Ker je bil zadnji moški dedič tirolske veje dinastije Majnhardincev, je poskušal ohraniti njihovo posest, a mu na koncu ni uspelo. Čeprav mu je cesar Ludvik IV. v zameno za Henrikovo posredovanje v sporu s Friderikom Lepim leta 1330 zagotovil, da ga bo na posesti lahko nasledila njegova hči, je Ludvik od tega s tajno pogodbo s Habsburžani istega leta odstopil od te obljube.
Po Henrikovi smrti leta 1335 sta avstrijski habsburški vojvoda Albert II in njegov brat Otto prevzela oblast nad Koroško in Kranjsko. Henrikova hči Margareta ga je na Tirolskem lahko nasledila le s podporo lokalnih plemičev; vendar je morala leta 1363 svoje dežele na koncu zapustiti  avstrijskemu vojvodi Rudolfu IV. Goriška veja dinastije Majnhardincev je vladala v njihovi goriški grofiji do izumrtja rodu leta 1500, nato pa so posestva prav tako padla pod Habsburžane.

## Poroka in potomci
Henrik je bil poročen trikrat:
Leta 1306 se je poročil z Ano Přemyslovo (1290–1313). Ta zakon ni dal otrok.
Leta 1313 se je poročil z Adelajdo iz Brunswicka (1285-16. avgust 1324), hčerko velfskega vojvode Henrika I. iz Brunswick-Grubenhagna . V tem zakonu sta se rodili dve hčerki:
1. Adelajda (1317–25. maj 1325).
2. Margareta "Maultasch" (1318 - 3. oktober 1369, Dunaj), tirolska grofica od 1335 do 1363.

Leta 1327 se je poročil z Beatrice (1310–1331), hčerko grofa Amadeja V. Savojskega . V tem zakonu ni bilo otrok.

## Vir
- Marek, Miroslav. »Genealogy of the House of Gorizia«. Genealogy.EU.